# Obeid Zakani
Obeid Zakani (en persan : عبيد زاکانى), mort en 1370, fut un poète et satiriste persan du XIVe siècle (période timouride), originaire de la ville de Qazvin.

## Biographie
Il fit ses études à Chiraz avec les meilleurs professeurs de son temps, mais finit par revenir dans sa ville natale de Qazvin. Cependant, il préférait Chiraz à Qazvin, ayant été poète de cour à Chiraz pour Shah Abu Ishaq, cour où figurait également le jeune Hafez.
Son œuvre est connue pour sa satire et ses vers obscènes, souvent politiques ou paillards, et souvent citée dans les débats touchant les pratiques homosexuelles. Il écrivit la Resaleh-ye Delgosha, ainsi que Akhlaq al-Ashraf (« Éthique de l’aristocratie ») et la célèbre fable humoristique Masnavi Mush-O Gorbeh (« La souris et le chat »), une satire politique.  Ses vers classiques sérieux et non satiriques sont également considérés comme bien écrits, du même niveau que d’autres grandes œuvres de la littérature persane. C’est l’un des poètes, satiristes et critiques sociaux les plus remarquables d’Iran, dont les œuvres n’ont pas reçu l’attention qu’elles méritent par le passé. Ses livres ont été traduits en français, russe, danois, italien et anglais.
Son manuscrit  Kull’iyyāt  conservé au Tadjikistan fait partie de la Liste Mémoire du monde depuis 2003, de même que le  Ghāzāll’iyyāt  de Hafez.

## Satire
Le satire de Zakani, en général salace, est souvent dirigé contre les nobles et les cléricaux, et est très similaire dans son esprit au Décaméron de Boccace. Ainsi, chaque chapitre de l'Éthique des aristocrates suit le schéma suivant : « dans les temps anciens, les nobles suivaient le concept démodé de courage/intégrité/honnêteté/loyauté... Cette coutume naïve a été heureusement aboli de nos jours... » et le récit ensuite fustige avec un humour féroce les mœurs décadentes de son époque comme si c'était la bonne voie à suivre.  Dans son Kolyat, les attaques contre le clergé sont monnaie courante. Par exemple l'appel suivant aux fidèles : « Aux fidèles, n'épousez pas les filles des cléricaux, et si par malheur vous  succombez à la tentation, alors ne faites que les sodomiser, pour que cette engeance ne se perpétue pas ». Par ailleurs, lui-même natif de Gazvin, une partie de son humour est dirigée contre les habitants de cette ville, moquant leur stupidité. 
Zakani peut imiter parfaitement le style des plus grands poètes. Un livre fameux de la littérature iranienne est l'épique shahnameh de Ferdowsi (vers l'an 1000 AD). Zakani imite le style de ce récit pour  transformer le combat héroïque de  Rostam avec un touranien en une compétition homosexuelle similaire aux œuvres graphiques actuels de Tom of Finland. 